# Équipe de Pologne féminine de volley-ball
L'équipe de Pologne féminine de volley-ball est composée des meilleures joueuses polonaises sélectionnées par la Fédération polonaise de volley-ball (Polski Związek Piłki Siatkowej, PZPS). La Fédération polonaise de volley-ball existe depuis 1928 (en tant que PZGS). Elle est classée au 10e rang de la fédération internationale de volley-ball au 16 octobre 2022.
Avec 31 éditions disputées, elle détient le record de participations en Championnat d'Europe; ne manquant que l'édition 1993.

## Liste des sélectionneurs
| - 1948 Walenty Kłyszejko - 1948–1949 Romuald Wirszyłło - 1949–1950 Lothar Geyer - 1950–1951 Kazimierz Strycharzewski - 1951–1954 Zygmunt Krzyżanowski - 1954–1955 Lucjan Tyszecki - 1955–1957 Zygmunt Krzyżanowski - 1957–1959 Zbigniew Szpyt - 1959–1961 Jerzy Szewczyk - 1961–1962 Stanisław Mazur - 1962–1965 Stanisław Poburka - 1965–1970 Benedykt Krysik - 1970–1971 Gwidon Grochowski - 1971–1974 Zygmunt Krzyżanowski - 1974–1975 Adam Żelazny - 1975–1978 Andrzej Niemczyk - 1978–1980 Hubert Wagner |  | - 1980–1981 Stanisław Poburka - 1981–1984 Andrzej Dulski - 1984–1986 Jerzy Matlak - 1986–1989 Jan Ryś - 1989 Janusz Badora - 1989–1994 Edward Superlak - 1994–1995 Tadeusz Chojnacki - 1995–1996 Leszek Piasecki - 1996–2000 Jerzy Skrobecki - 2000–2003 Zbigniew Krzyżanowski - 2003–2006 Andrzej Niemczyk - 2006–2007 Ireneusz Kłos - 2007–2008 Marco Bonitta - 2009–2011 Jerzy Matlak - 2011 Wiesław Popik - 2011–2012 Alojzy Świderek - 2013– 2015 Piotr Makowski - 2015– ? Jacek Nawrocki |

## Records de sélections

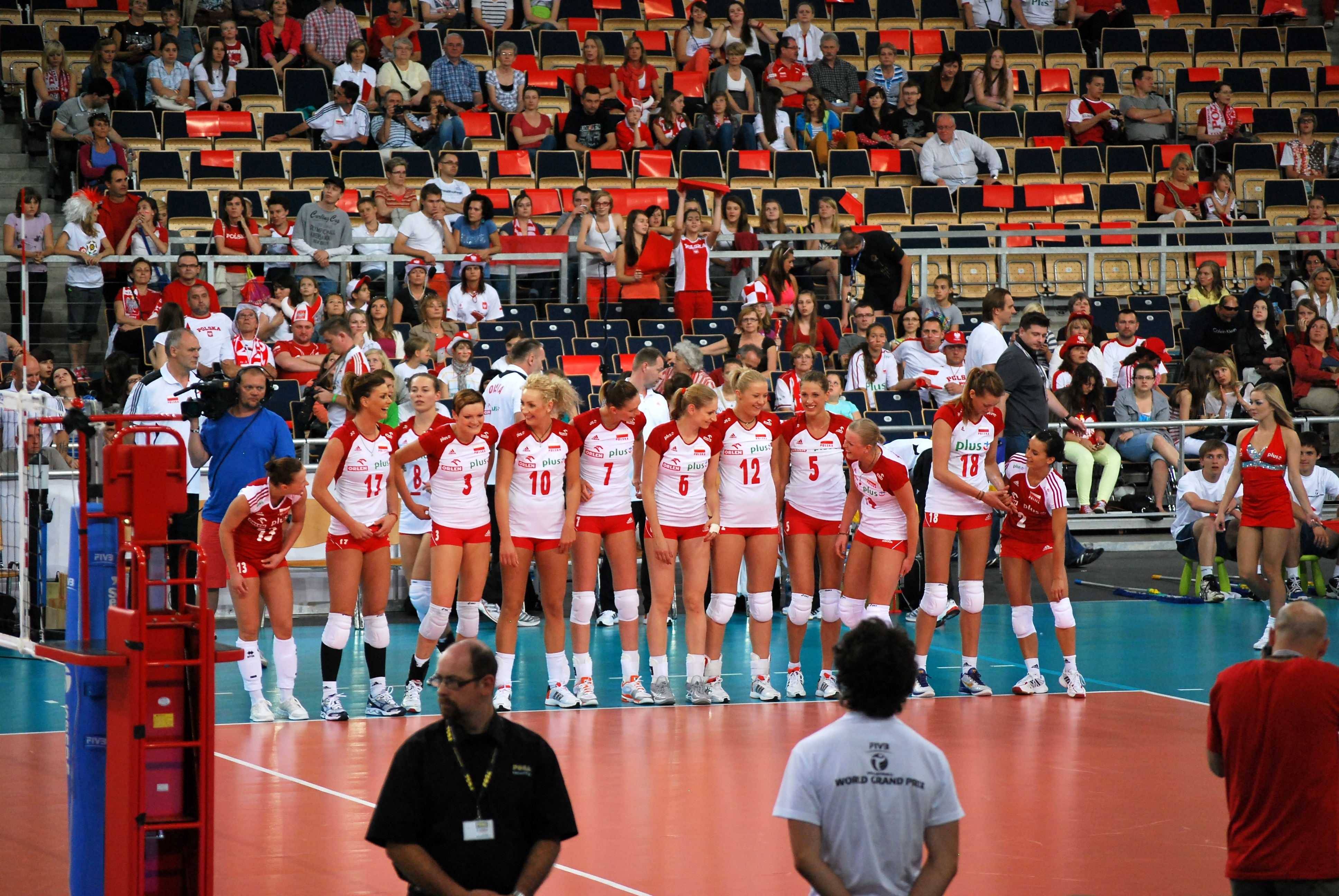
L'équipe polonaise, lors du Grand Prix mondial de volley-ball 2012, à Łódź.

## Sélection actuelle
Sélection des 25 joueuses pour le Grand Prix mondial de volley-ball 2012.
Entraîneur : Alojzy Świderek  Pologne
| Nr | Nom                   | Date de naissance | Taille | Club                        | Position                |
| -- | --------------------- | ----------------- | ------ | --------------------------- | ----------------------- |
| 1  | Anna Podolec          | 30 octobre 1985   | 193    | Trefl Sopot                 | Réceptionneur-attaquant |
| 2  | Mariola Zenik         | 3 juillet 1982    | 173    | Trefl Sopot                 | Libero                  |
| 3  | Karolina Kosek        | 28 juin 1985      | 183    | Azerrail Baku               | Réceptionneur-attaquant |
| 4  | Izabela Bełcik        | 29 novembre 1980  | 185    | Trefl Sopot                 | Passeur                 |
| 5  | Berenika Okuniewska   | 18 mars 1988      | 188    | Robursport Volley Pesaro    | Central                 |
| 6  | Agnieszka Bednarek    | 20 février 1986   | 185    | Muszynianka Muszyna         | Central                 |
| 7  | Joanna Kaczor         | 16 septembre 1984 | 191    | MKS Dąbrowa Górnicza        | Attaquant               |
| 8  | Katarzyna Skorupa     | 16 septembre 1984 | 183    | Robur Tiboni Volley Urbino  | Passeur                 |
| 9  | Ewelina Sieczka       | 26 janvier 1988   | 182    | Trefl Sopot                 | Réceptionneur-attaquant |
| 10 | Kinga Kasprzak        | 12 juin 1987      | 188    | Muszynianka Muszyna         | Réceptionneur-attaquant |
| 11 | Anna Werblińska       | 14 mai 1984       | 178    | Muszynianka Muszyna         | Réceptionneur-attaquant |
| 12 | Izabela Żebrowska     | 23 février 1985   | 189    | PSPS Chemik Police          | Réceptionneur-attaquant |
| 13 | Paulina Maj           | 22 mars 1987      | 166    | Muszynianka Muszyna         | Libero                  |
| 14 | Joanna Wołosz         | 7 avril 1990      | 181    | BKS Stal Bielsko-Biała      | Passeur                 |
| 15 | Katarzyna Gajgał      | 21 septembre 1981 | 190    | Muszynianka Muszyna         | Central                 |
| 16 | Elżbieta Skowrońska   | 6 juillet 1983    | 183    | Tauron MKS Dabrowa Górnicza | Réceptionneur-attaquant |
| 17 | Katarzyna Skowrońska  | 30 juin 1983      | 189    | Evergrande Volleyball       | Attaquant               |
| 18 | Maja Tokarska         | 22 février 1991   | 193    | Trefl Sopot                 | Central                 |
| 19 | Monika Martałek       | 14 mai 1990       | 187    | PTPS Piła                   | Central                 |
| 20 | Klaudia Kaczorowska   | 20 décembre 1988  | 183    | Trefl Sopot                 | Réceptionneur-attaquant |
| 21 | Paulina Głaz          | 4 janvier 1994    | 184    | Sparta Warszawa             | Réceptionneur-attaquant |
| 22 | Zuzanna Czyżnielewska | 24 avril 1992     | 186    | Pałac Bydgoszcz             | Attaquant               |
| 23 | Iga Chojnacka         | 21 avril 1994     | 183    | LTS Legionovia Legionowo    | universelle             |
| 24 | Agnieszka Kąkolewska  | 17 octobre 1994   | 198    | SMS PZPS Sosnowiec          | Central                 |
| 25 | Dorota Wilk           | 28 avril 1988     | 178    | Trefl Sopot                 | Passeur                 |

## Palmarès et parcours

### Palmarès
- Championnat du monde 
  - Finaliste : 1952
- Championnat d'Europe (2)
  - Vainqueur : 2003, 2005
  - Finaliste : 1950, 1951, 1963, 1967

### Parcours

#### Jeux Olympiques
| - 1964 : 3e - 1968 : 3e - 1972 : Non qualifiée - 1976 : Non qualifiée - 1980 : Non qualifiée - 1984 : Non qualifiée - 1988 : Non qualifiée - 1992 : Non qualifiée - 1996 : Non qualifiée - 2000 : Non qualifiée | - 2004 : Non qualifiée - 2008 : 9e - 2012 : 5e - 2016 : Non qualifiée - 2020 : Non qualifiée |

#### Championnats du monde
| - 1952 : Finaliste - 1956 : 3e - 1960 : 4e - 1962 : 3e - 1967 : Non participante - 1970 : 9e - 1974 : 9e - 1978 : 11e - 1982 : Non qualifiée - 1986 : Non qualifiée | - 1990 : Non qualifiée - 1994 : Non qualifiée - 1998 : Non qualifiée - 2002 : 13e - 2006 : 15e - 2010 : 9e - 2014 : Non qualifiée - 2018 : Non qualifiée - 2022 : 7e |

#### Championnats d'Europe
| - 1949 : 3e - 1950 : Finaliste - 1951 : Finaliste - 1955 : 3e - 1958 : 3e - 1963 : Finaliste - 1967 : Finaliste - 1971 : 3e - 1975 : 6e - 1977 : 4e | - 1979 : 8e - 1981 : 5e - 1983 : 9e - 1985 : 7e - 1987 : 11e - 1989 : 9e - 1991 : 9e - 1993 : Non qualifiée - 1995 : 9e - 1997 : 8e | - 1999 : 6e - 2001 : 6e - 2003 : Vainqueur - 2005 : Vainqueur - 2007 : 4e - 2009 : 3e - 2011 : 5e - 2013 : 11e - 2015 : 8e - 2017 : 10e | - 2019 : 4e - 2021 : 5e |

#### Grand Prix
| - 1993 : Non qualifiée - 1994 : Non qualifiée - 1995 : Non qualifiée - 1996 : Non qualifiée - 1997 : Non qualifiée - 1998 : Non qualifiée - 1999 : Non qualifiée - 2000 : Non qualifiée - 2001 : Non qualifiée - 2002 : Non qualifiée | - 2003 : Non qualifiée - 2004 : 8e - 2005 : 7e - 2006 : 12e - 2007 : 6e - 2008 : 10e - 2009 : 7e - 2010 : 6e - 2011 : 10e - 2012 : 8e | - 2013 : 15e - 2014 : 16e - 2015 : 14e - 2016 : 14e - 2017 : 13e |

#### Ligue des nations
- 2018 : 8e
- 2019 : 6e
- 2021 : 11e
- 2022 : 13e

#### Coupe du monde
| - 1973 : non qualifiée - 1977 : non qualifiée - 1981 : non qualifiée - 1985 : non qualifiée - 1989 : non qualifiée - 1991 : non qualifiée - 1995 : non qualifiée - 1999 : non qualifiée - 2003 : 8e - 2007 : 6e | - 2011 : non qualifiée - 2015 : non qualifiée - 2019 : non qualifiée |

#### World Grand Champions Cup féminine
- 1993 : non qualifiée
- 1997 : non qualifiée
- 2001 : non qualifiée
- 2005 : 4e
- 2009 : non qualifiée
- 2013 : non qualifiée
- 2017 : non qualifiée

#### Ligue européenne
| - 2009 : non participant - 2010 : non participant - 2011 : non participant - 2012 : non participant - 2013 : non participant - 2014 : 3e - 2015 : non participant - 2016 : 5e - 2017 : non participant - 2018 : non participant | - 2019 : non participant - 2021 : non participant |

## Galerie

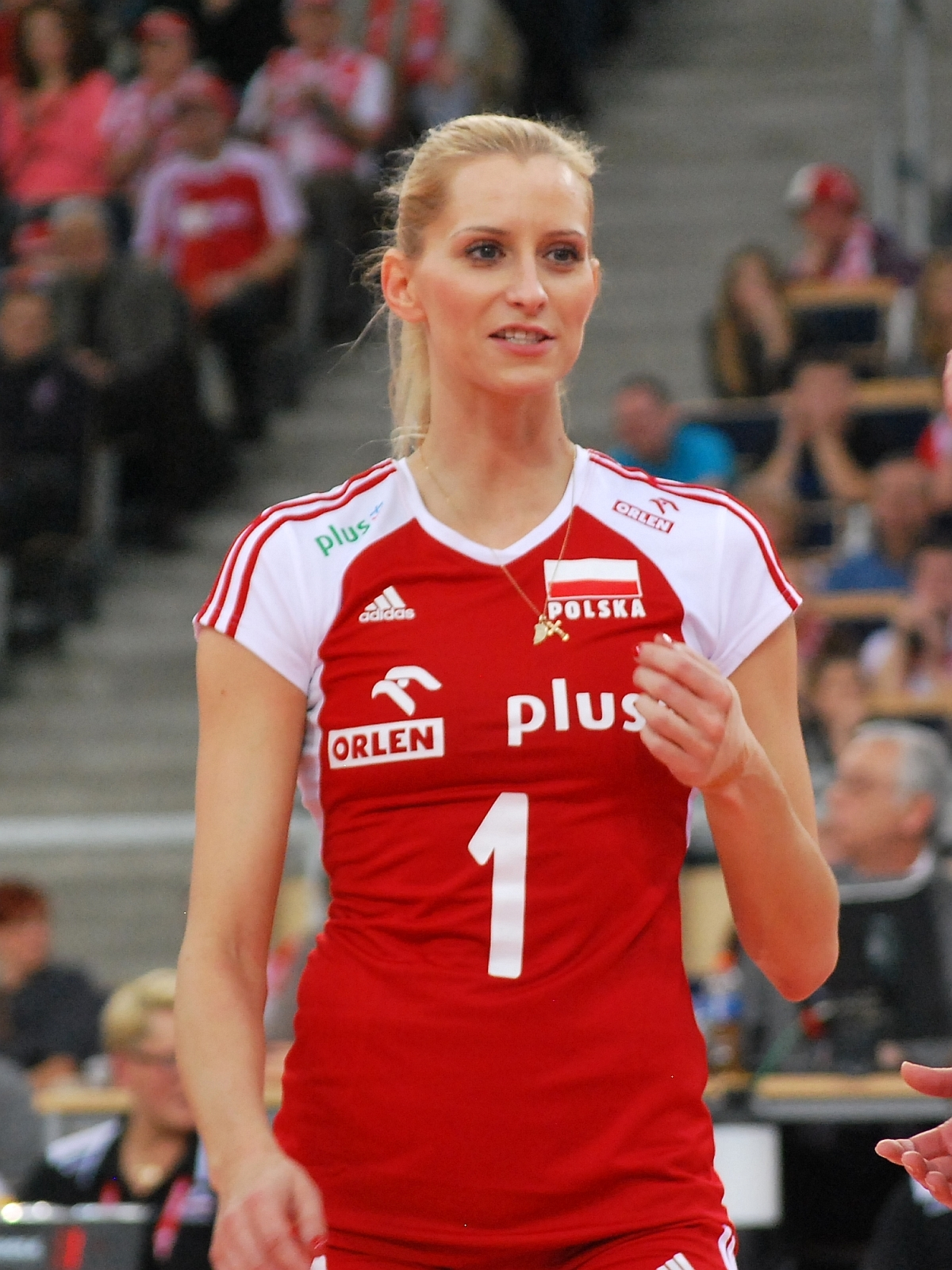
Anna Werblińska
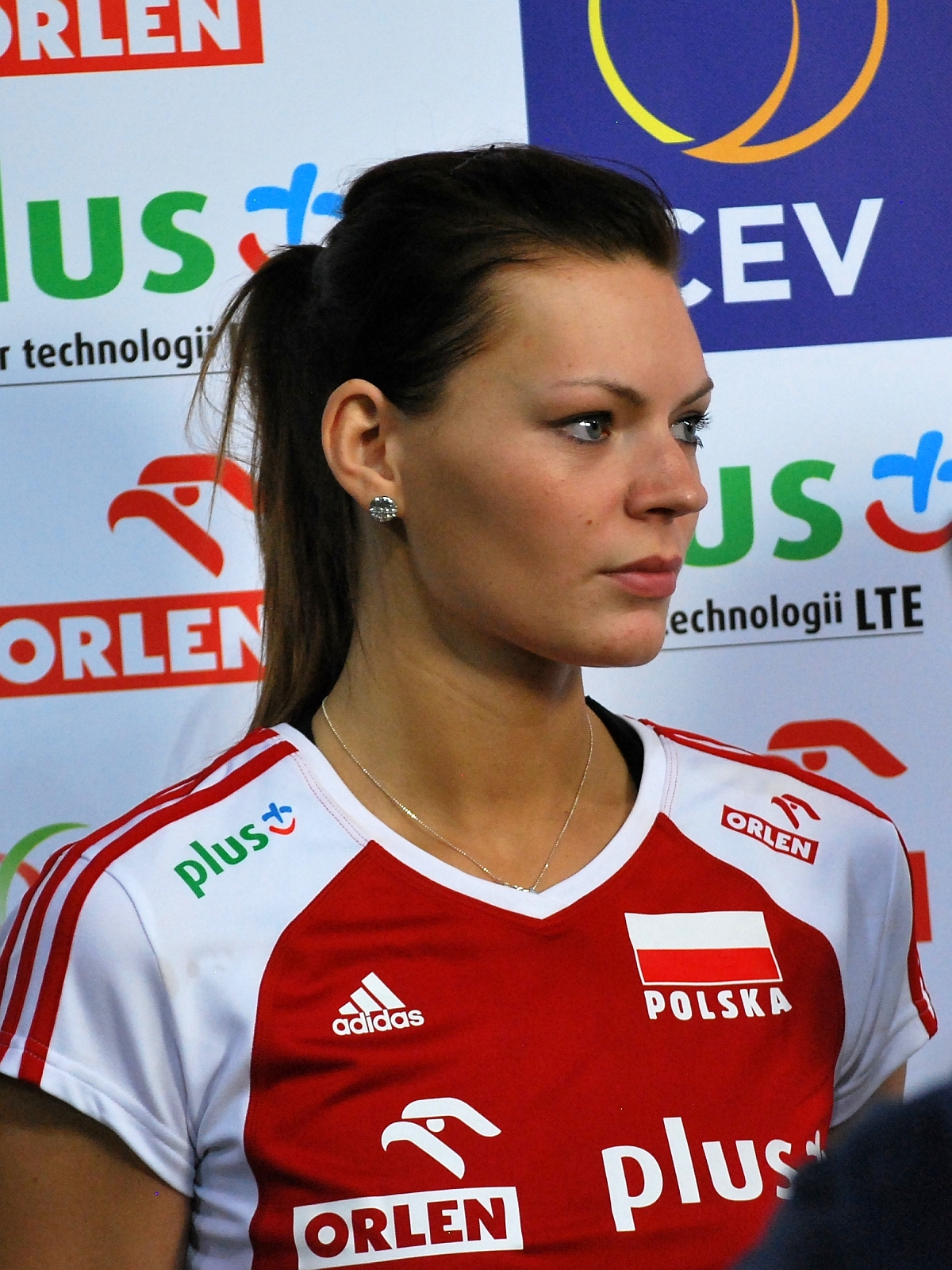
Maja Tokarska
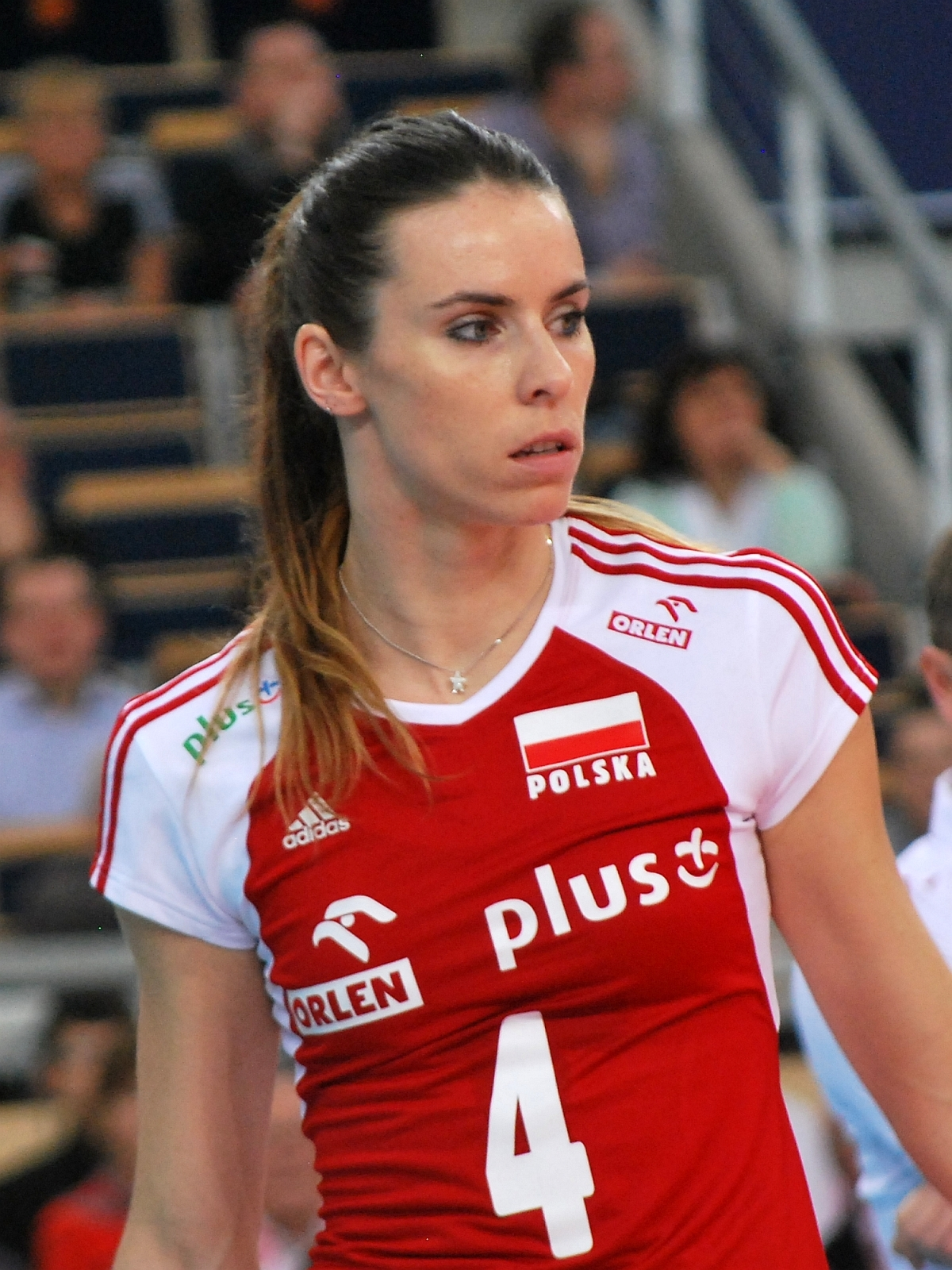
Izabela Bełcik
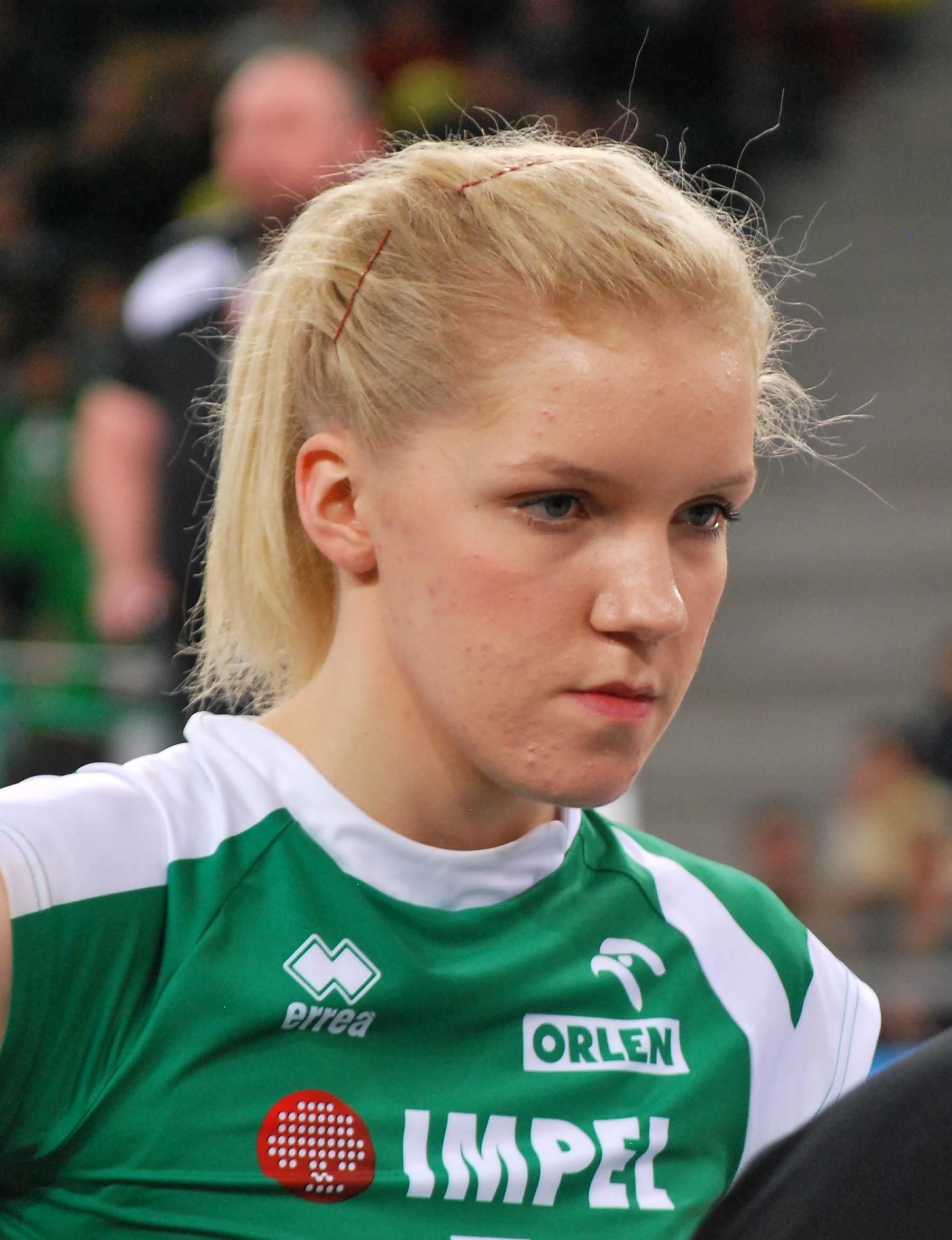
Agnieszka Kąkolewska
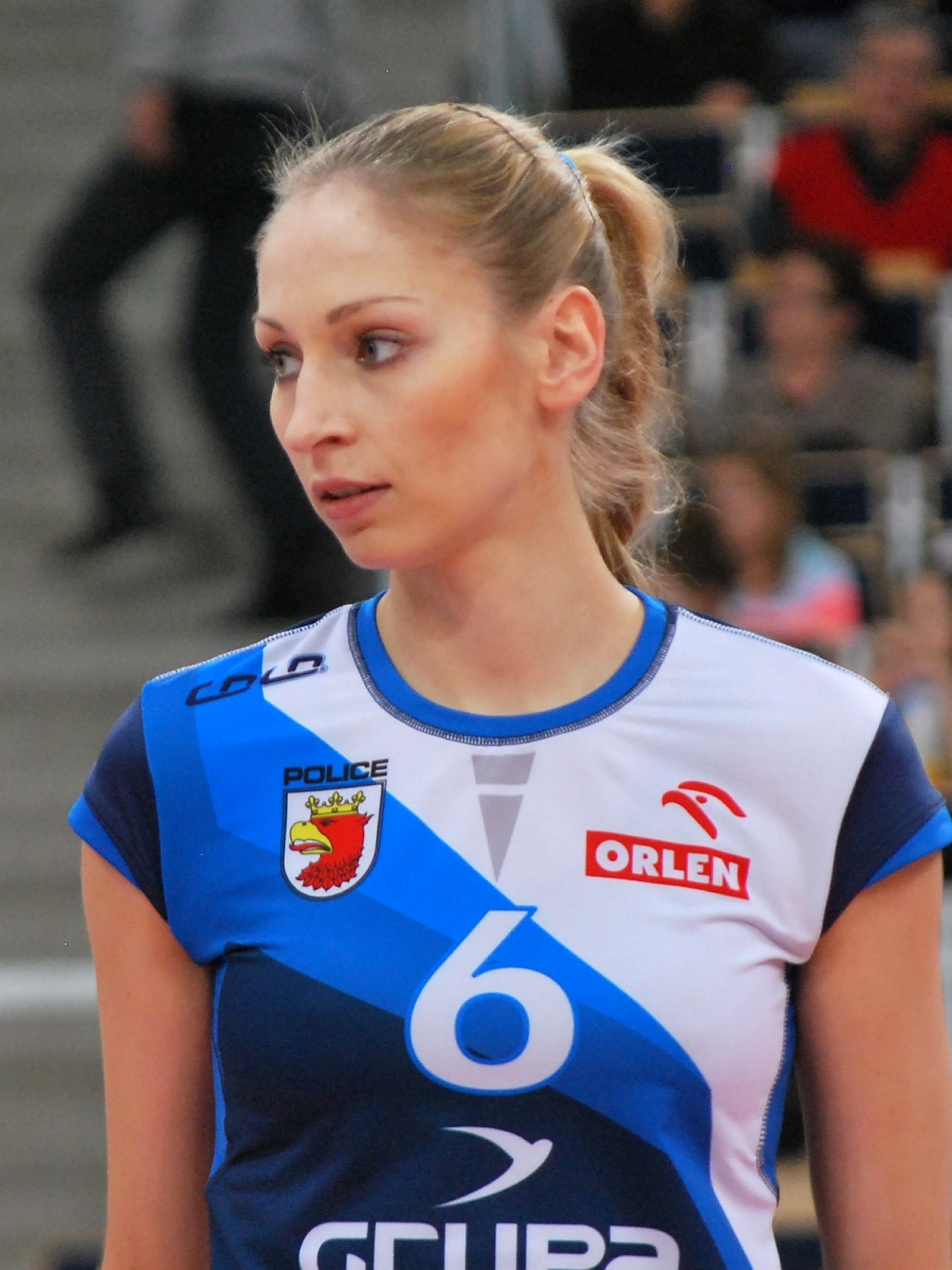
Agnieszka Bednarek
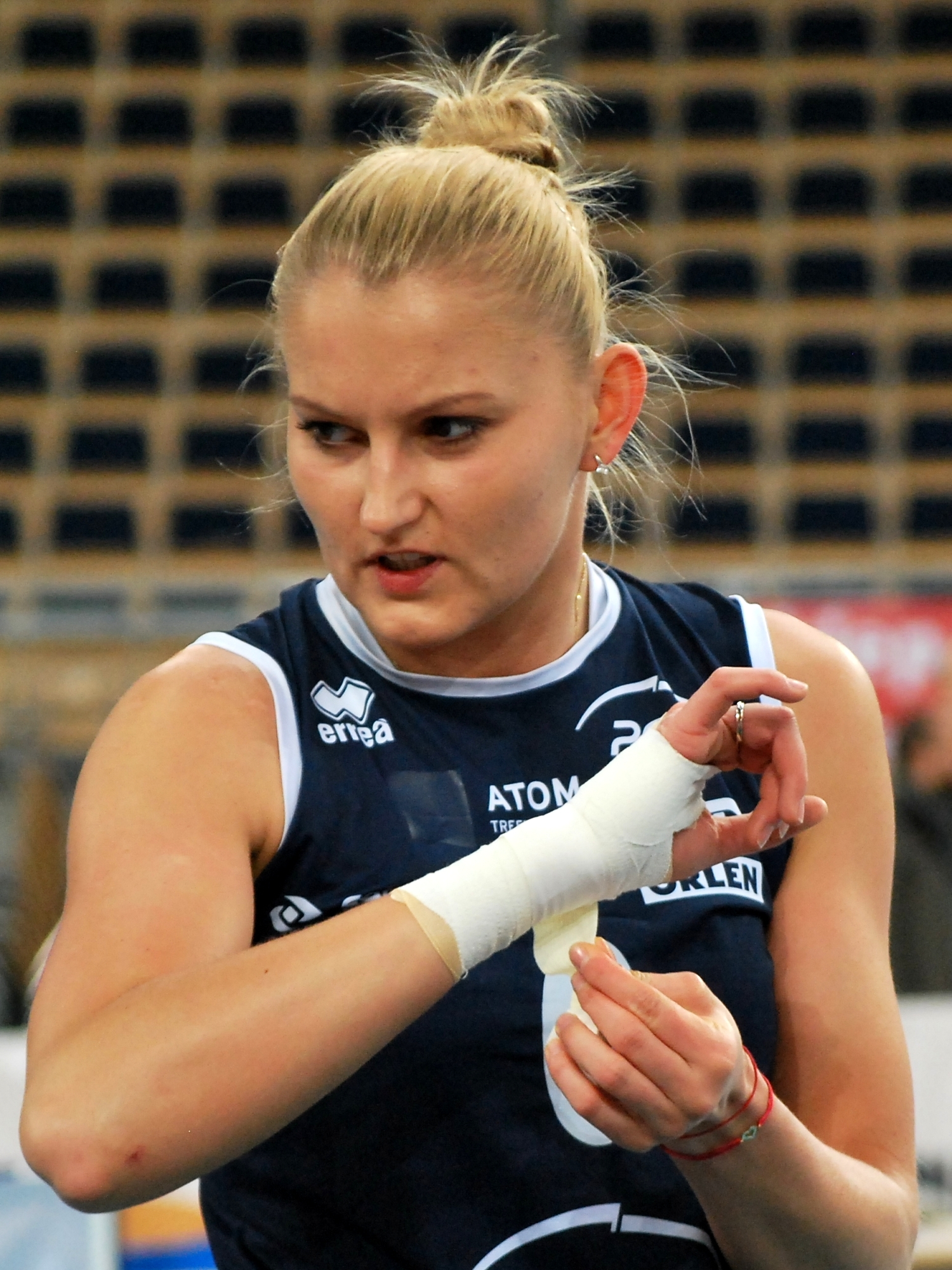
Anna Miros
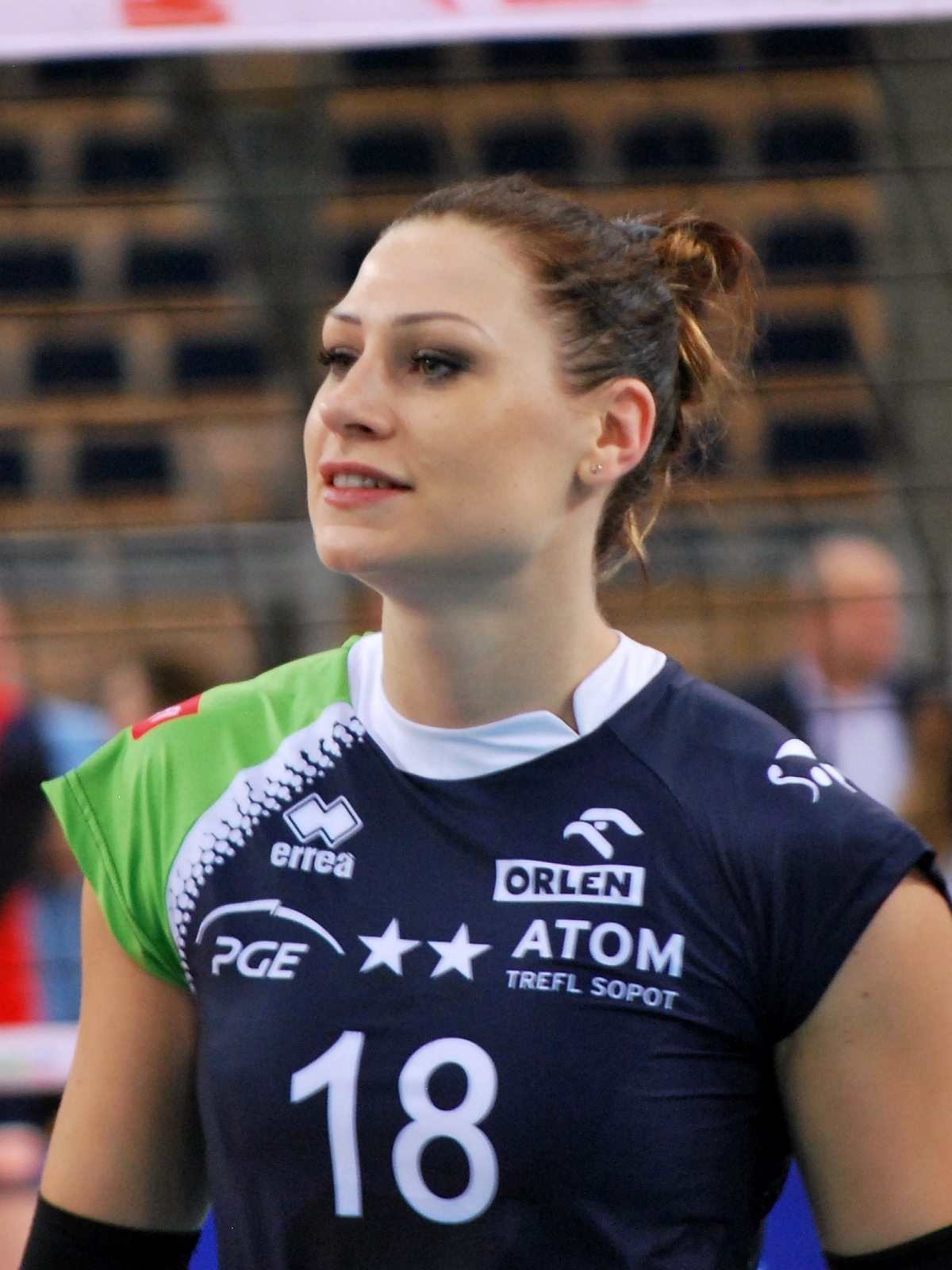
Katarzyna Zaroślińska
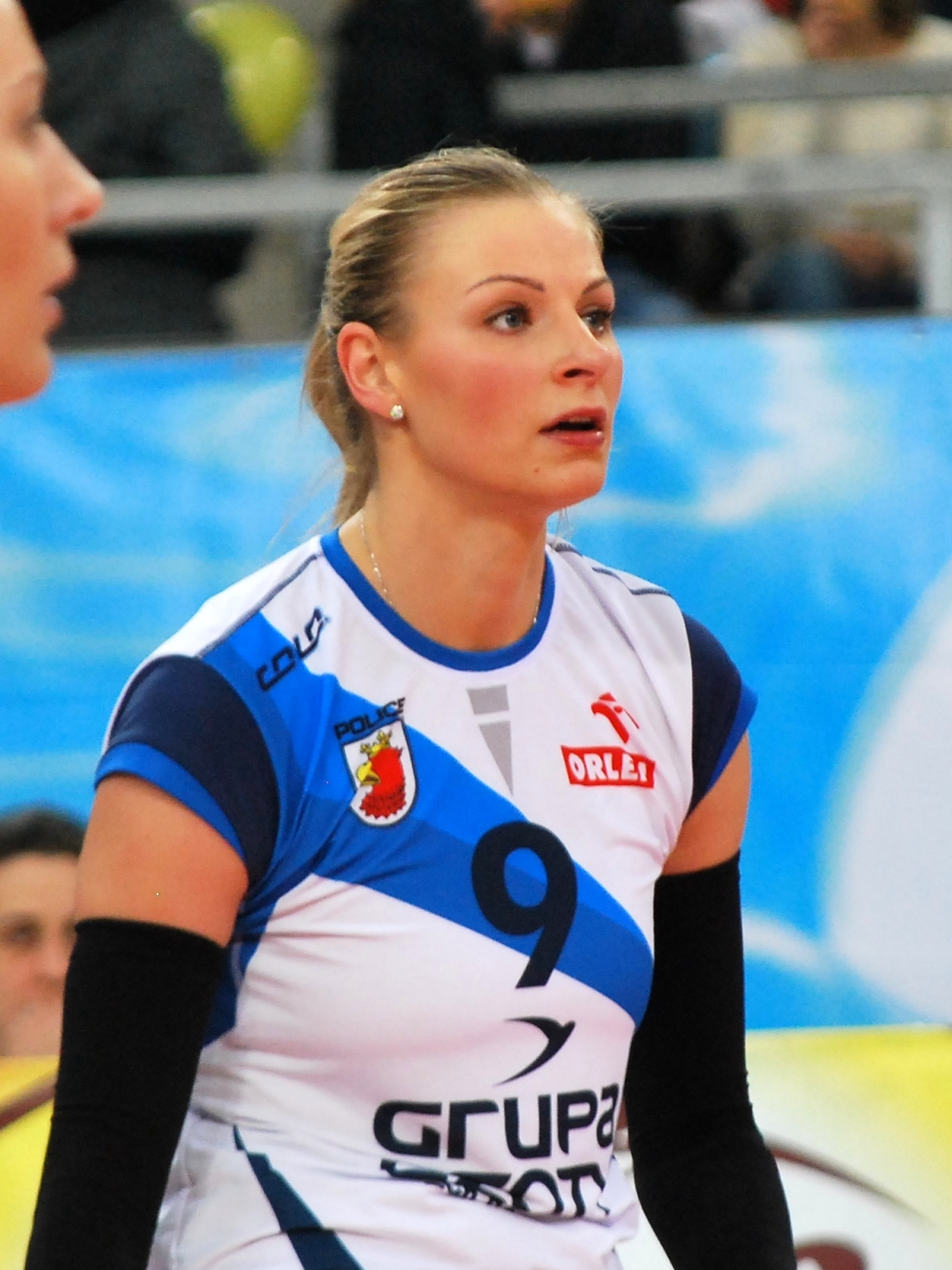
Agata Sawicka
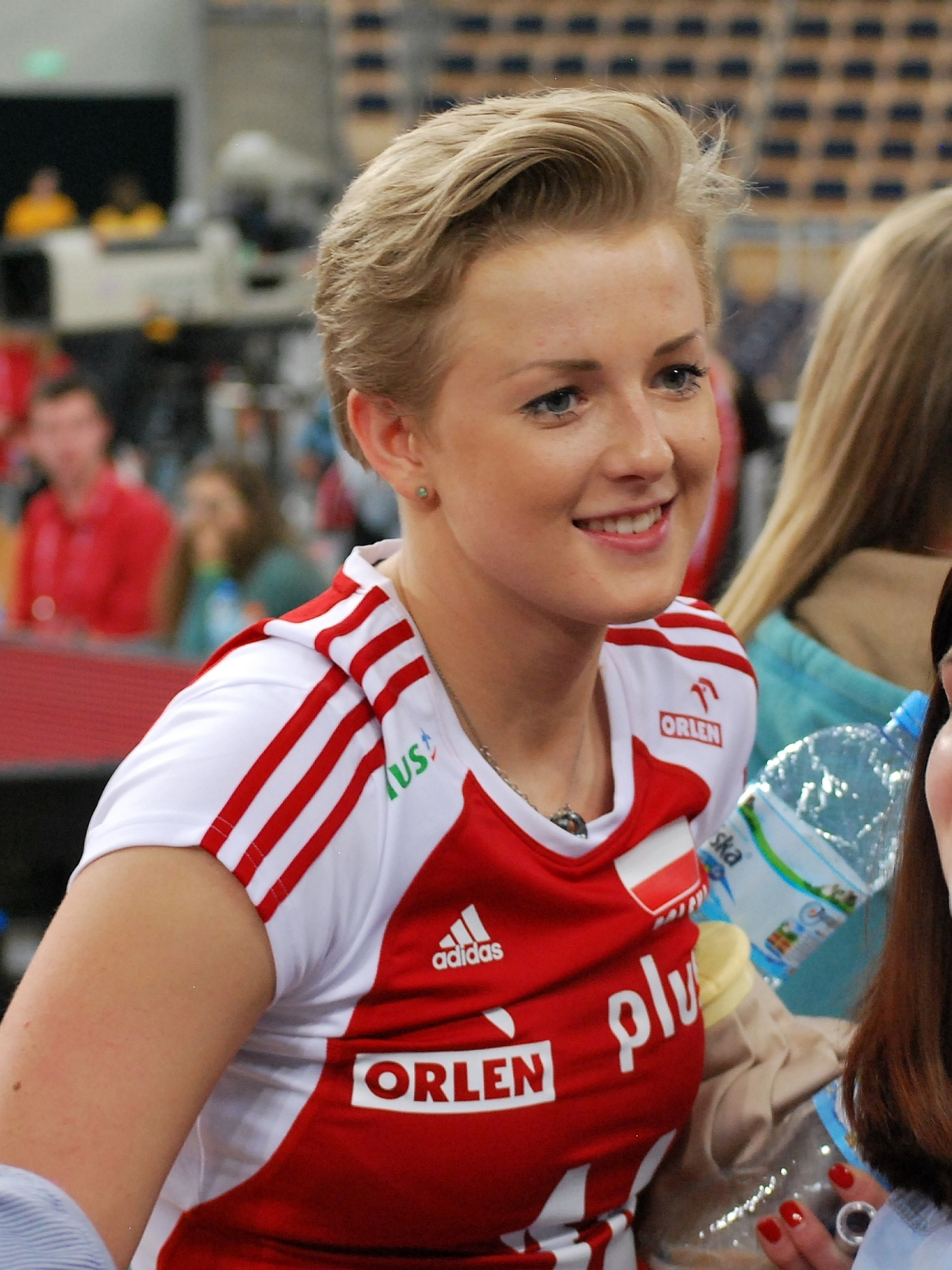
Joanna Wołosz
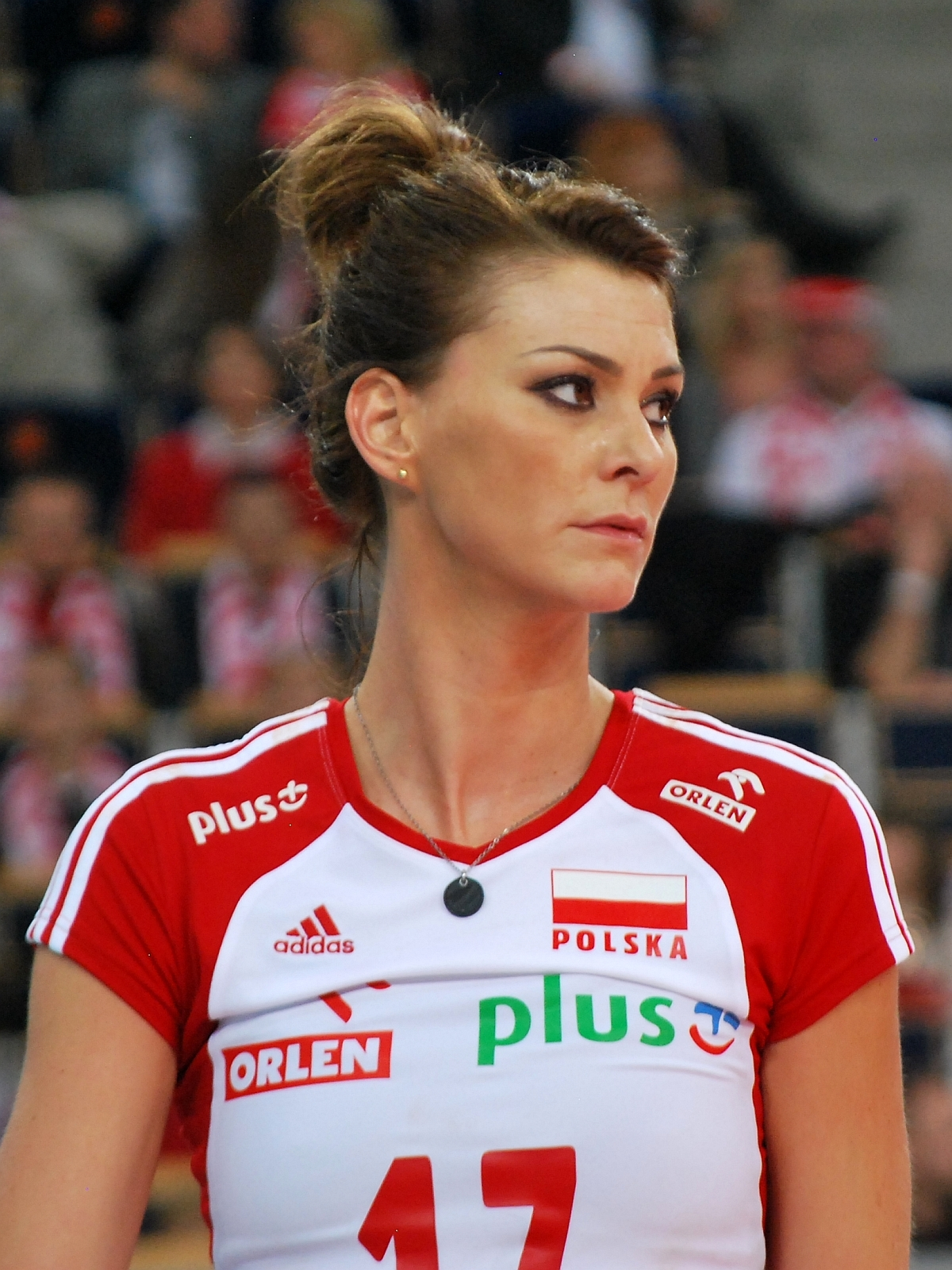
Katarzyna Skowrońska
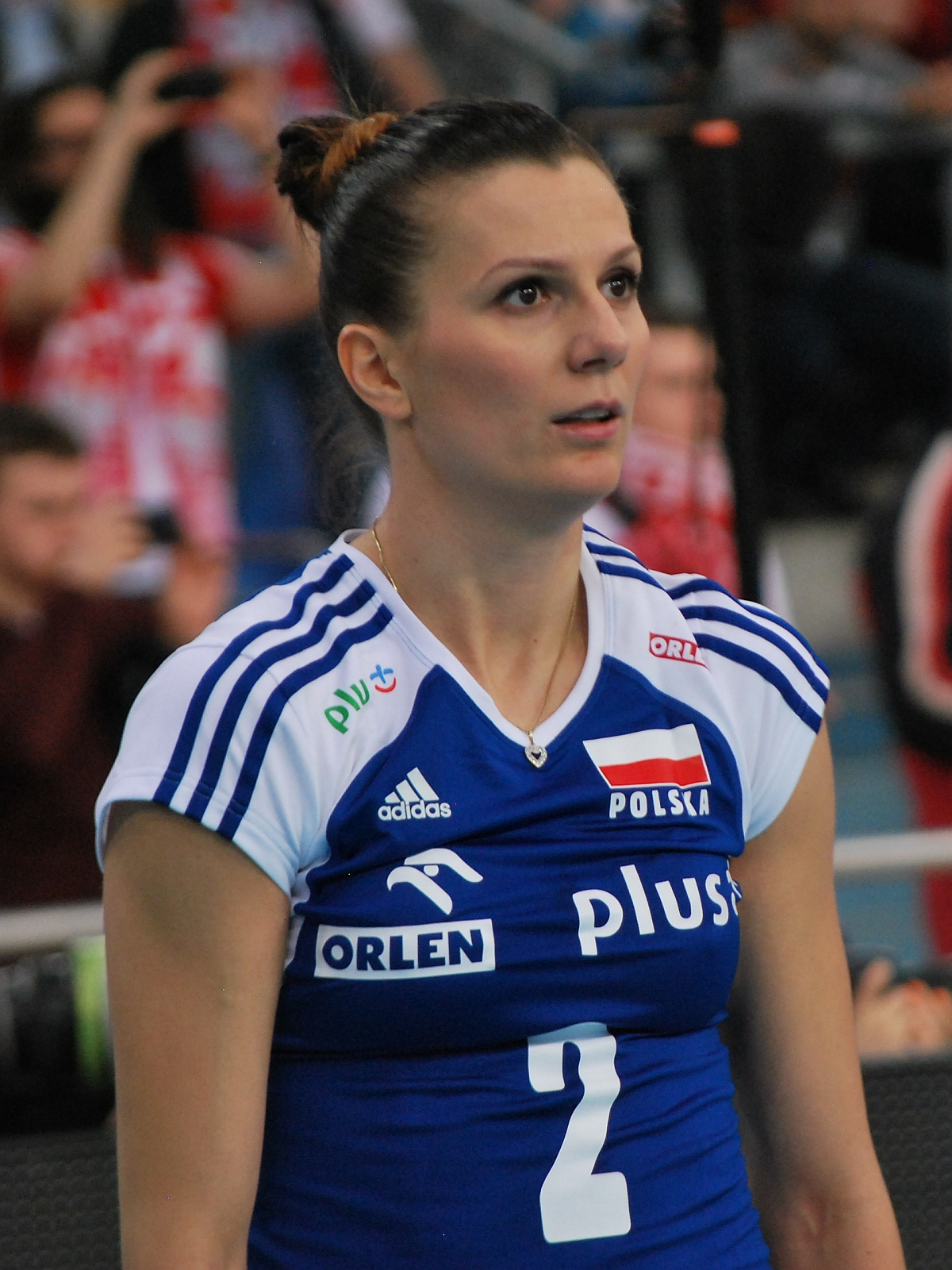
Mariola Zenik
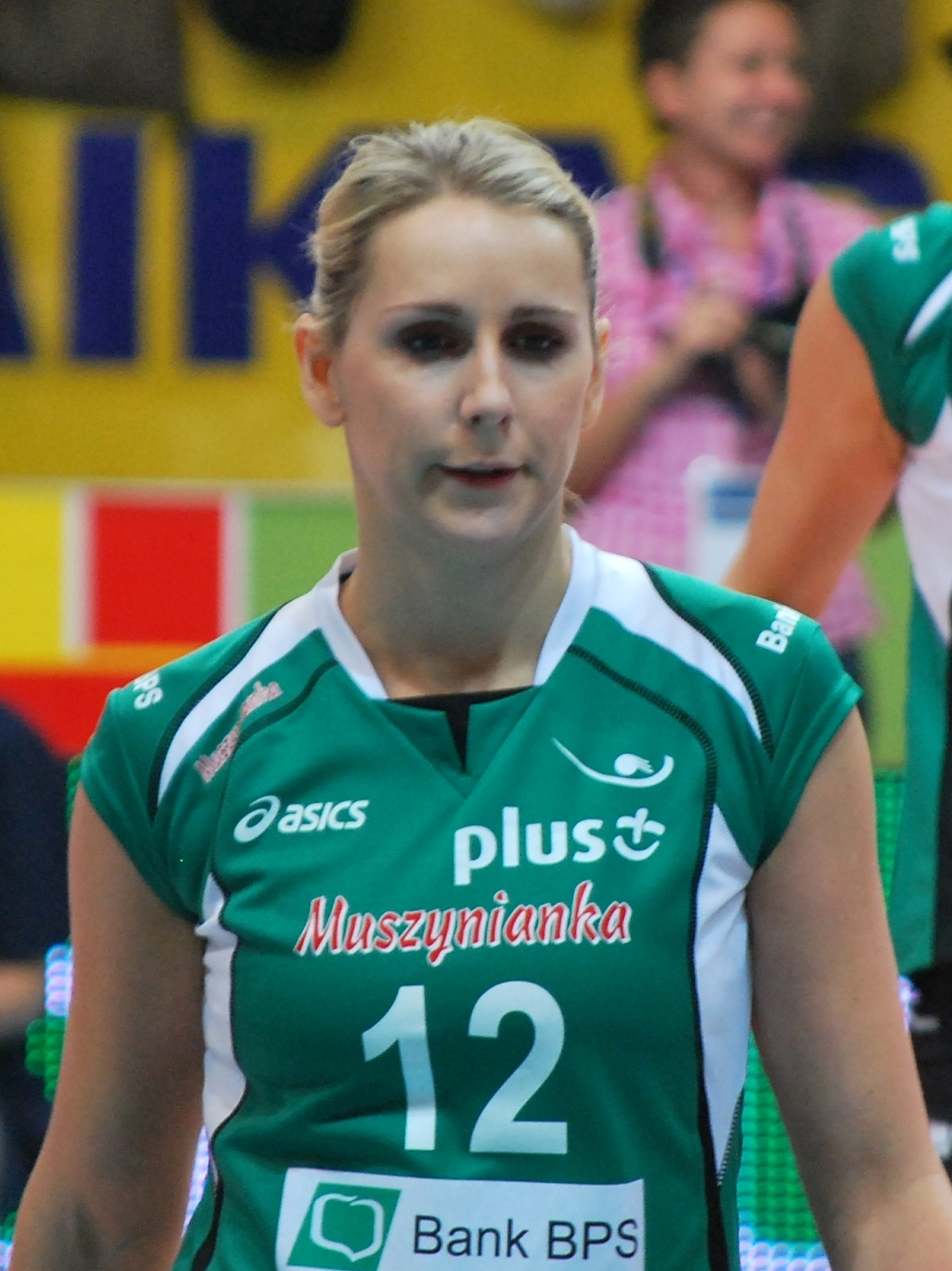
Milena Radecka
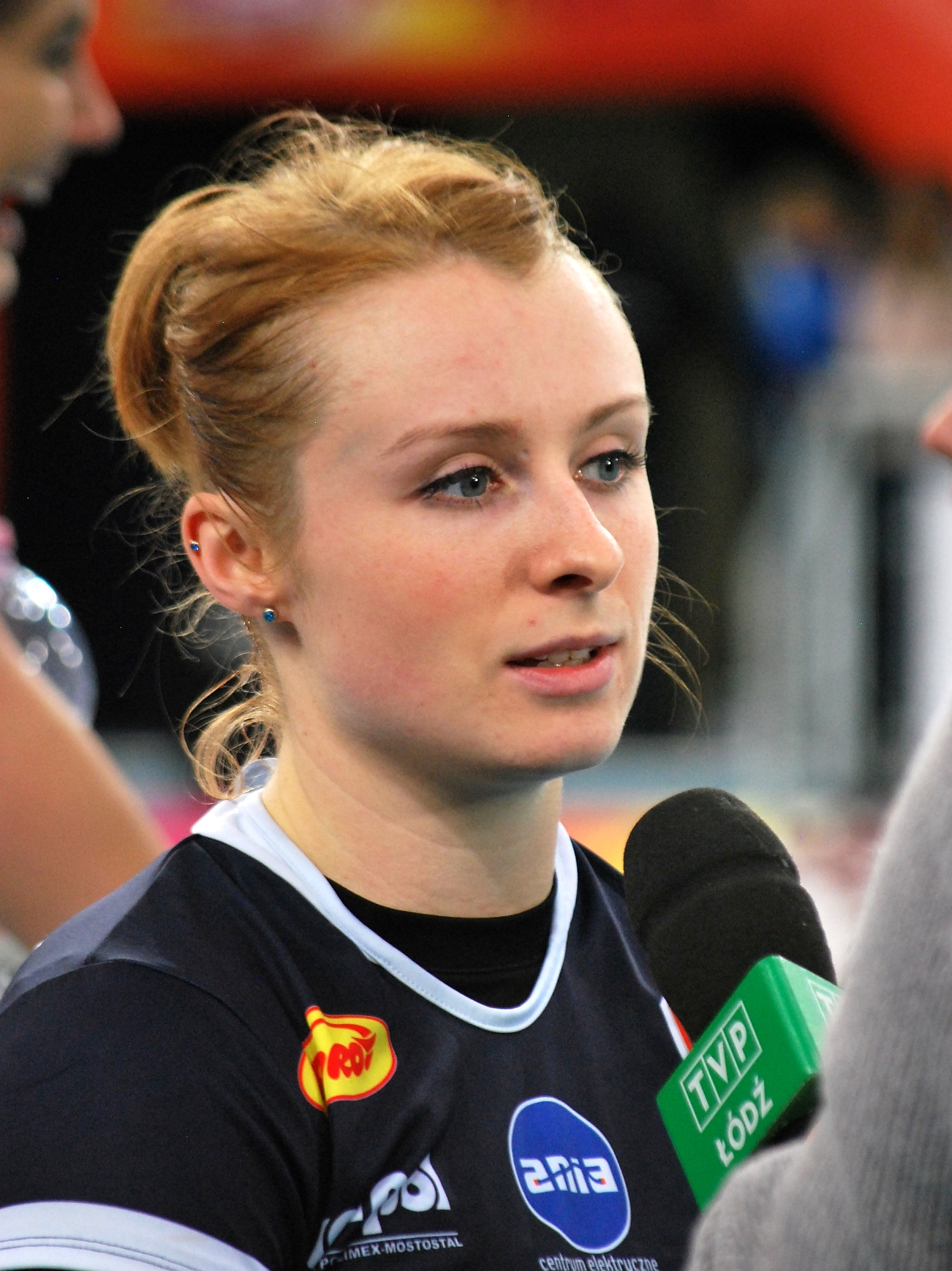
Agata Durajczyk
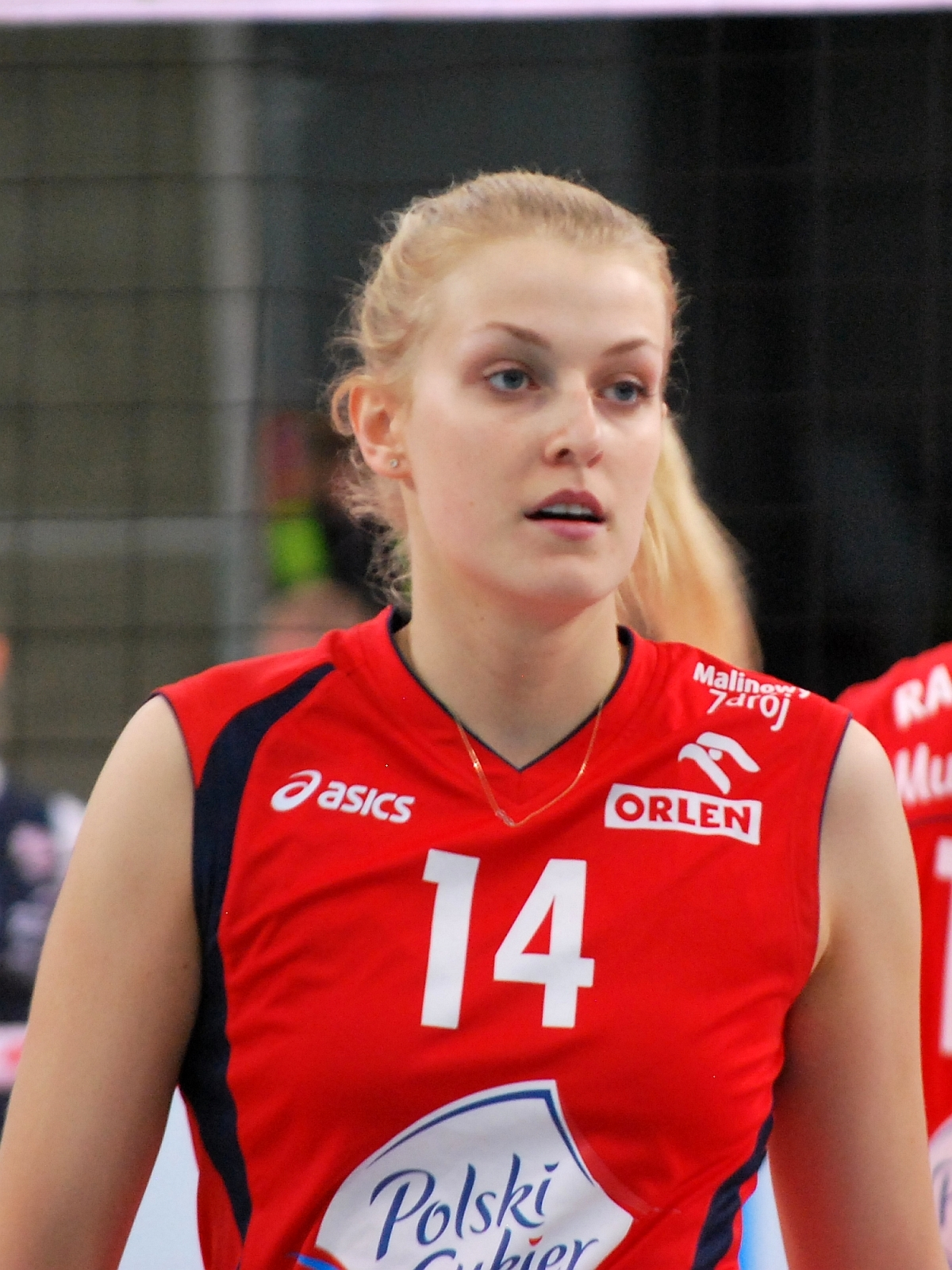
Natalia Kurnikowska
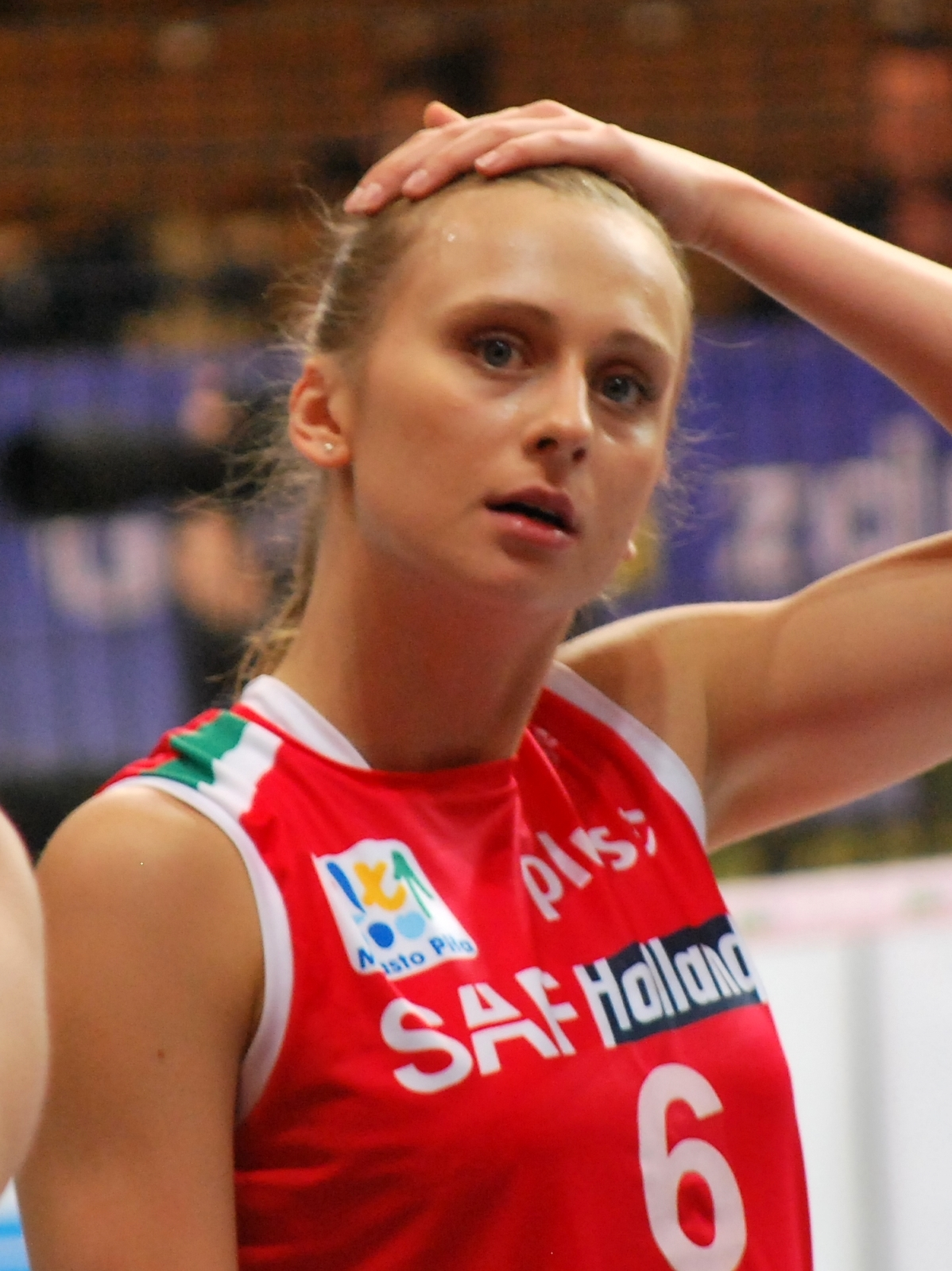
Monika Ptak
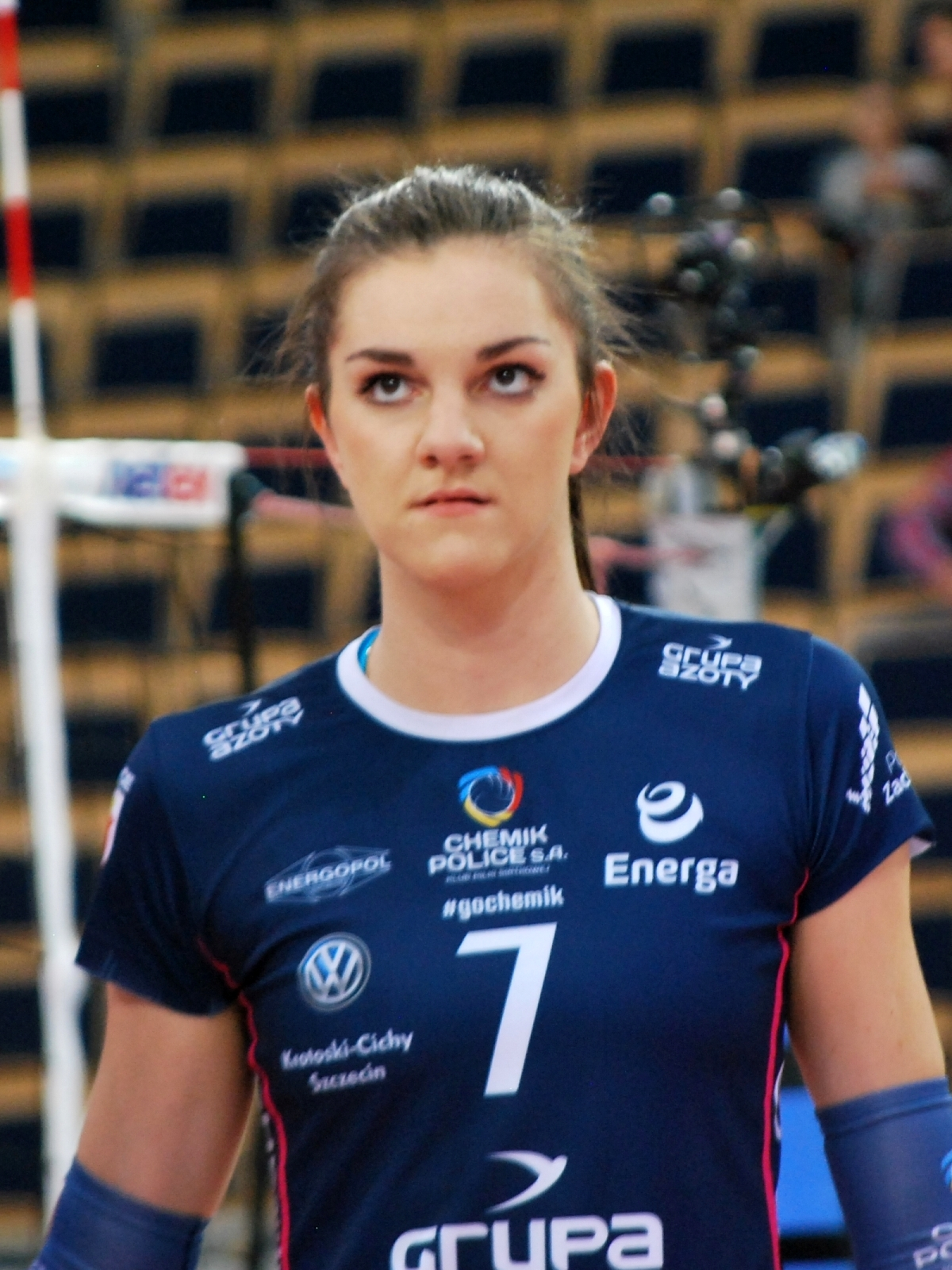
Malwina Smarzek